# Hooggerechtshof van Canada

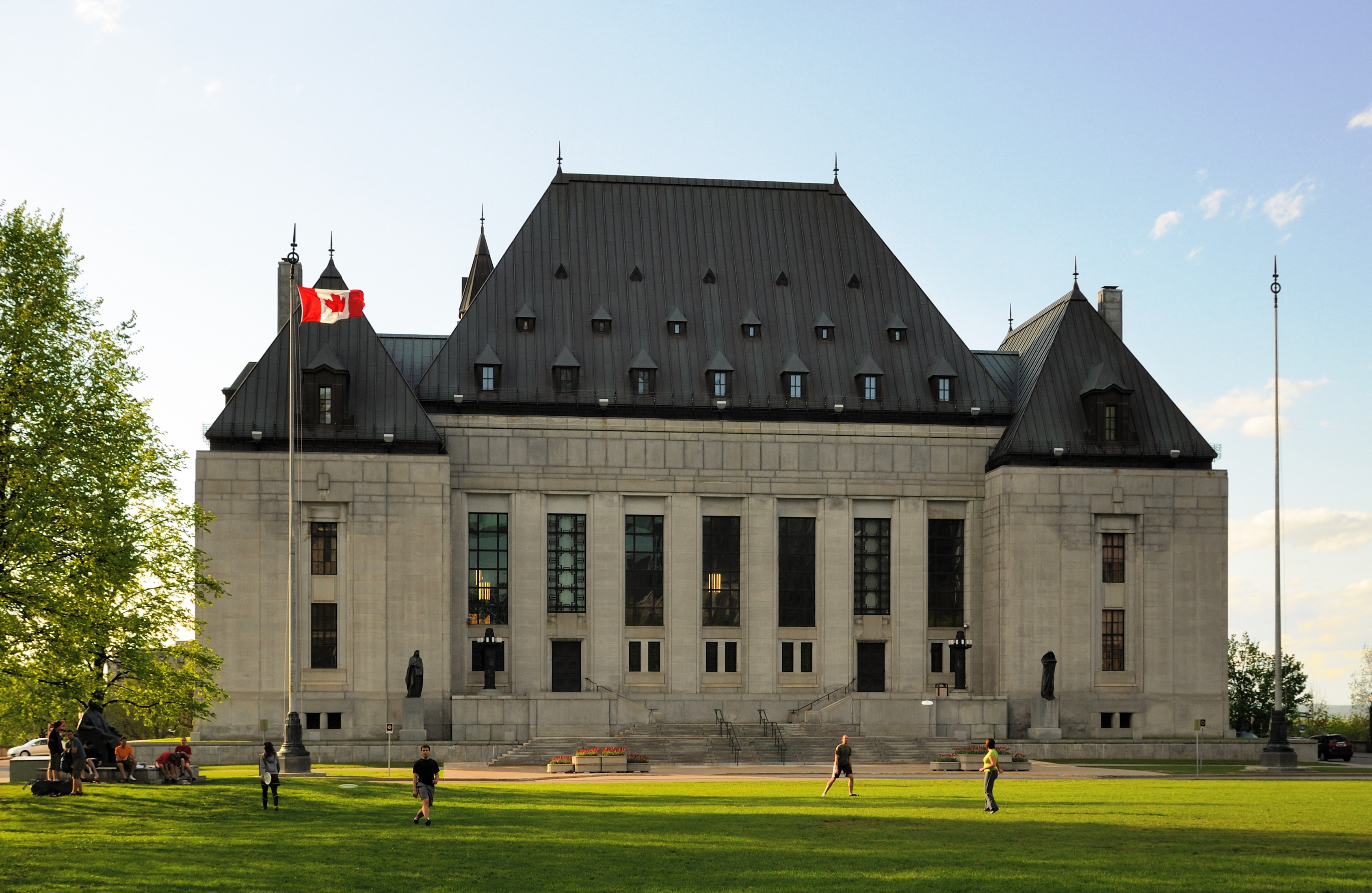
Het Hooggerechtshof van Canada in Ottawa

Het Hooggerechtshof van Canada (Engels: Supreme Court of Canada; Frans: Cour suprême du Canada) is het hoogste rechtsprekende orgaan van Canada. Het hof zetelt in de hoofdstad Ottawa nabij Parliament Hill. Het hof telt negen rechters die beraadslagen onder leiding van één hunner, de opperrechter van Canada. De Franstalige provincie Quebec heeft het recht om drie leden van het hof te benoemen.

## Geschiedenis
De stichting van het Canadese Hooggerechtshof is opgenomen in de British North America Act die in 1867 van Canada een verenigd en federaal land maakte. Op 8 april 1875 werd het hof ook daadwerkelijk opgericht. Aanvankelijk was het Hooggerechtshof in Ottawa juridisch ondergeschikt aan het Judicial Committee of the Privy Council dat in Londen zetelt. In 1949 werden alle verantwoordelijkheden op het juridische vlak echter aan Canada overgedragen, waarna het Hooggerechtshof zijn huidige status als hoogste rechtsorgaan verkreeg.
Met de passage van de Canada Act 1982, die Canada volledig los van Britse controle over de eigen Grondwet maakte en de Canadian Charter of Rights and Freedoms aan de Grondwet toevoegde, werd het gebied waarover het hof jurisdictie heeft flink uitgebreid.
Tot 1889 zetelde het Hooggerechtshof in de parlementsgebouwen. In 1939 werd met de bouw van het huidige gebouw begonnen. Het gebouw, ontworpen in art-deco-stijl, werd in 1946 geopend.

## Werking van het hof
Het Canadees Hooggerechtshof behandelt zaken die ofwel vanuit de hoogst rechtsprekende organen van de provincies of van federale gerechtshoven worden doorverwezen in hoger beroep. Niet alle zaken die worden aangedragen, worden ook daadwerkelijk behandeld: ten minste drie leden van het hof - een minderheid dus - dienen voor de behandeling van een zaak te stemmen. Daarnaast hoort het hof ook zaken die de federale overheid aandraagt of een kwestie waarover de regering een uitspraak over de constitutionaliteit van een beleidspunt verlangt.
Het hof zit achttien weken per jaar, vanaf oktober tot juni of juli en behandelt meestal twee zaken per dag. Ten minste vijf rechters zijn vereist bij de behandeling van een zaak, hoewel meestal alle negen rechters aanwezig zijn. De opperrechter van Canada zit in het midden met de andere rechters aan zijn zijde in volgorde van senioriteit. In de meeste gevallen geeft het hof zijn oordeel schriftelijk op basis van een simpele meerderheid van de aanwezige rechters. De rechter of rechters die een minderheidsopvatting aanhangen, schrijven in de regel een dissenting opinion.
Indien het hof een bepaalde wet ongrondwettelijk verklaart, krijgt de regering soms de gelegenheid om de wet aan te passen voordat het oordeel van het hof kracht van gewijsde verkrijgt. Ook kan de regering in uitzonderlijke gevallen, voor een periode van vijf jaar, een oordeel over de grondwettelijkheid van een wet van het Hooggerechtshof naast zich neer leggen. Hiervoor bestaat in het Canadian Charter of Rights and Freedoms een zogenaamde notwithstanding clausule.
Rechters van het Hooggerechtshof, die traditioneel met My Lord of My Lady worden aangesproken maar ook wel Your Honour worden genoemd, worden op voordracht van de minister-president van Canada door de gouverneur-generaal benoemd. Rechters mogen zitting hebben in het hof totdat zij de leeftijd van 75 jaar bereiken. Quebec levert altijd drie rechters van het hof terwijl de overige zes in de regel verdeeld worden over Ontario (3), de Westelijke provincies (2) en de Atlantische provincies (1).